# クネネ州
クネネ州（英語: Kunene Region）は、ナミビアの14の州のうちのひとつ。カオコランドとしても知られる（かつて存在した同名のバントゥースタンを指す場合もある）。最も大きな町はオプウォで人口は 7千人程度。

## 名称
クネネ州の名前は北に位置するアンゴラとの国境となっているクネネ川から取られた。アンゴラにもクネネ州がある。

## 住民

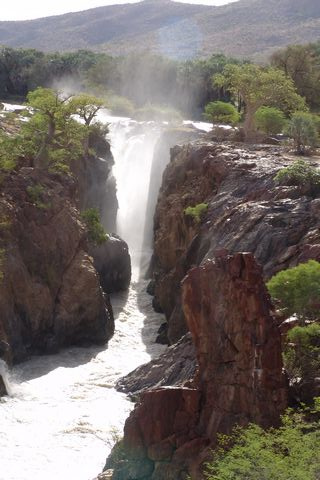
エプパ滝

少数民族のヒンバ族が住む。
| 家庭で話される言語（クネネ州 2001） | 家庭で話される言語（クネネ州 2001） | 家庭で話される言語（クネネ州 2001） | 家庭で話される言語（クネネ州 2001） | 家庭で話される言語（クネネ州 2001） |
| ----------------------------------- | ----------------------------------- | ----------------------------------- | ----------------------------------- | ----------------------------------- |
|                                     |                                     |                                     |                                     |                                     |
| ヘレロ語                            | ヘレロ語                            |                                     | 42%                                 | 42%                                 |
| コイコイ語                          | コイコイ語                          |                                     | 36%                                 | 36%                                 |

## 隣接州
- ナミベ州
- クネネ州 (アンゴラ)
- オムサティ州
- オシャナ州
- オシコト州
- オチョソンデュパ州
- エロンゴ州

## 経済
他のナミビアの州と比べて、比較的開発が進んでいない。 山がちで近づきにくい地形で、乾燥しているために農業ができない。インフラの道路はほとんど無い。
クネネ州は、南アフリカのなかでは実に「未開」なところの一つであり、ゾウなどの野生生物の多様性を誇りにしているところである。